# Файнштейн, Давид Ильич
Давид Ильич (Израильевич) Файнштейн (Давид Ілліч (Ізраїльович) Файнштейн; 1921 — 2008, Беэр-Шева, Израиль) — советский журналист.

## Биография
Работал в херсонской газете «Приднепровская правда», потом – в редакции областной молодёжной газеты в Николаеве. В РККА с 1940. Во время Великой Отечественной войны служил в десантных войсках, после тяжёлого ранения становится фронтовым корреспондентом газеты «За Родину». Завершил войну освобождая Чехословакию. После Победы вернулся к журналисткой деятельности, писал о малоизвестных и незаслуженно забытых авторах, был неутомимым искателем правдивых фактов. В 1970-х являлся главным редактором Херсонского областного телевидения, основателем литературного телевизионного салона «Книга с автографом». Всего более 50 лет работал в журналистике. Инициатор установки мемориальной доски командиру советской разведывательно-диверсионной группы группы «Журналист» и автор документальной повести. После развала Союза, подарив свою библиотеку книг с автографами авторов и архив фотографий библиотеке в Херсоне, эмигрировал в Израиль.

### Звания
- гвардии старшина;

### Награды
- орден Красной Звезды (13 мая 1945);[6]
- орден Отечественной войны 1-й степени (6 апреля 1985);[7]
- юбилейные медали.

## Публикации
- Кулага И. И., Файнштейн Д. И. Граница проходила через сердца. Донецк, 1996. — 224 с.[8][9]